# Mascaró (arquitectura)
En arquitectura un mascaró és una cara de pedra o d'un altre material que es col·loca a les fonts o en altres construccions com els entaulaments, sota els balcons, a la clau de les arcades, a l'obertura de grutes, etc.
Se'ls dona un caràcter seriós o grotesc. Normalment són rostres de faunes, savis, nàiades, etc. Els arquitectes dels segles XVII i XVIII feren un gran ús de mascarons en les façanes dels edificis d'aquella època.

## Galeria d'imatges

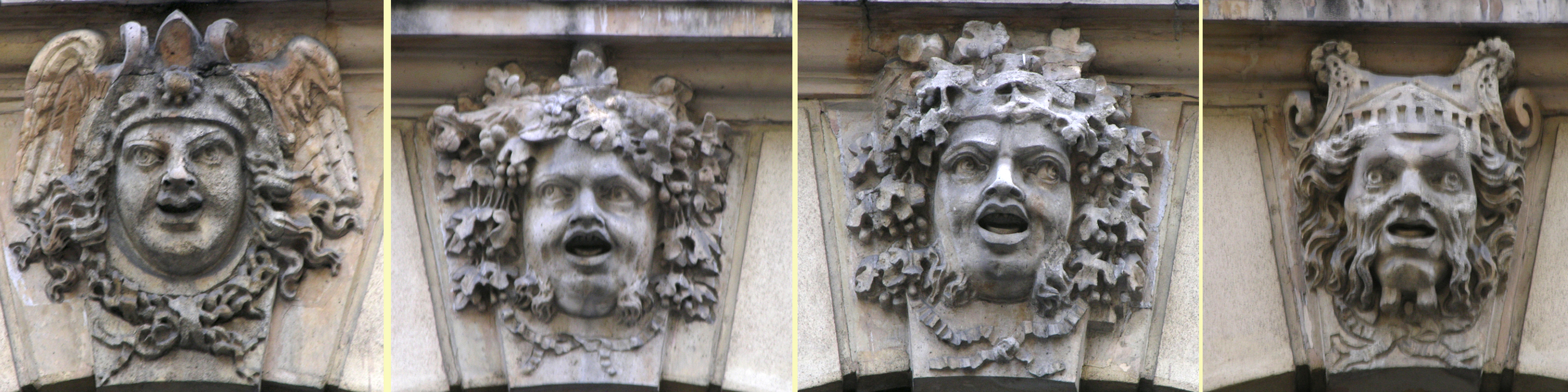
Quatre mascarons d'inspiració antiga, carrer dels Petits-Champs, París.
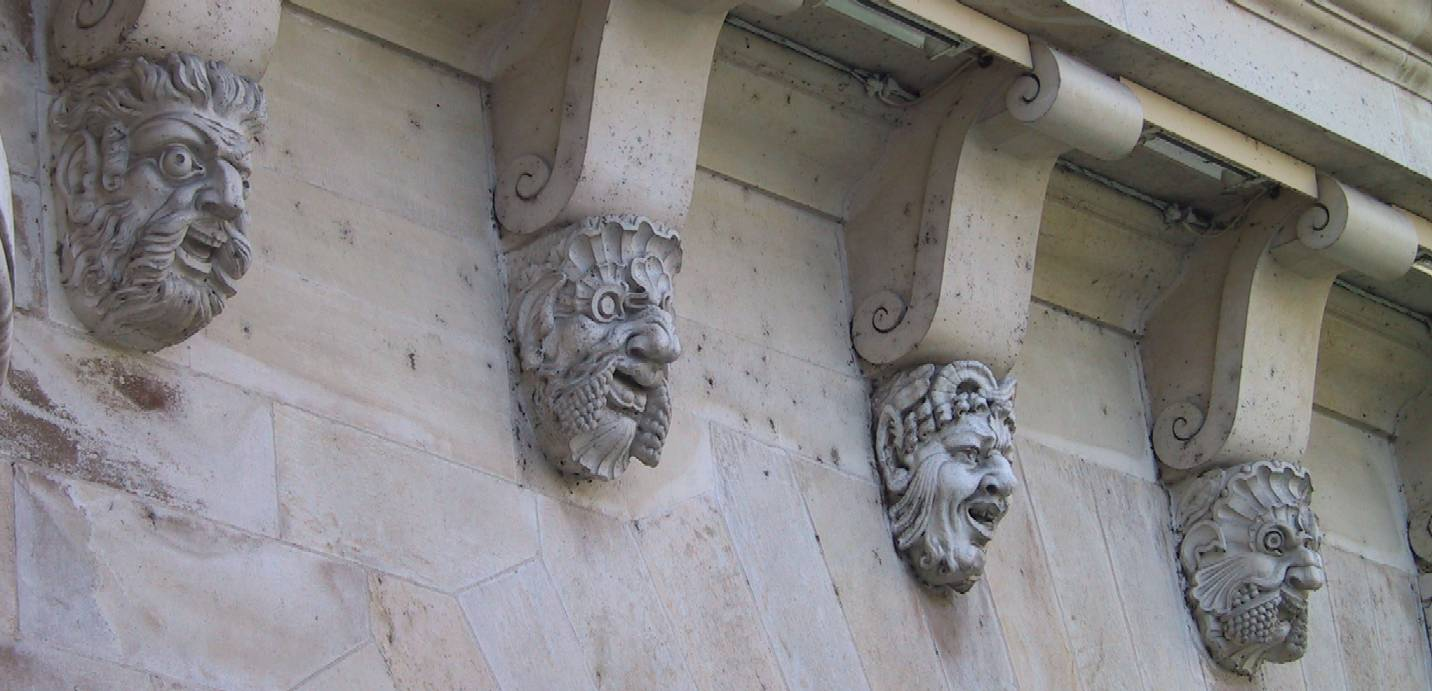
Mascarons del Pont Nou, París.
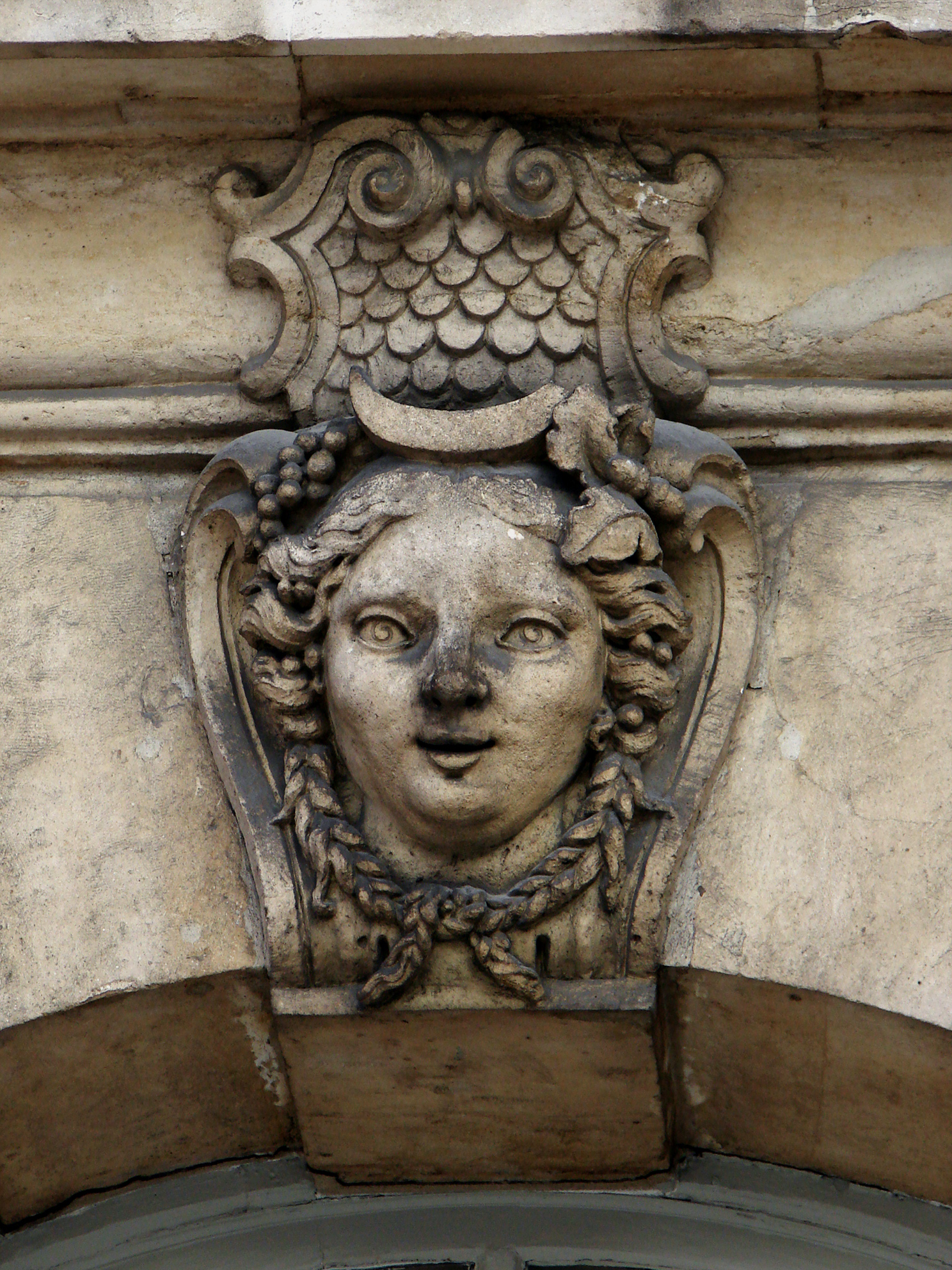
Plaça Stanislas, Nancy, Lorena.
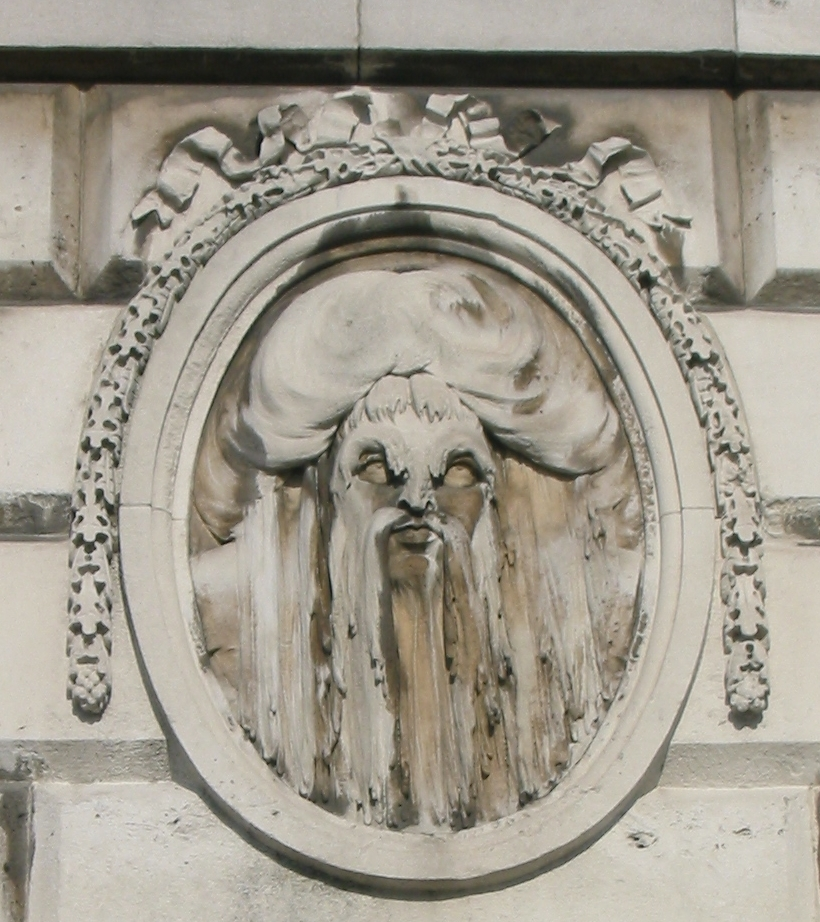
Somerset House, Londres.
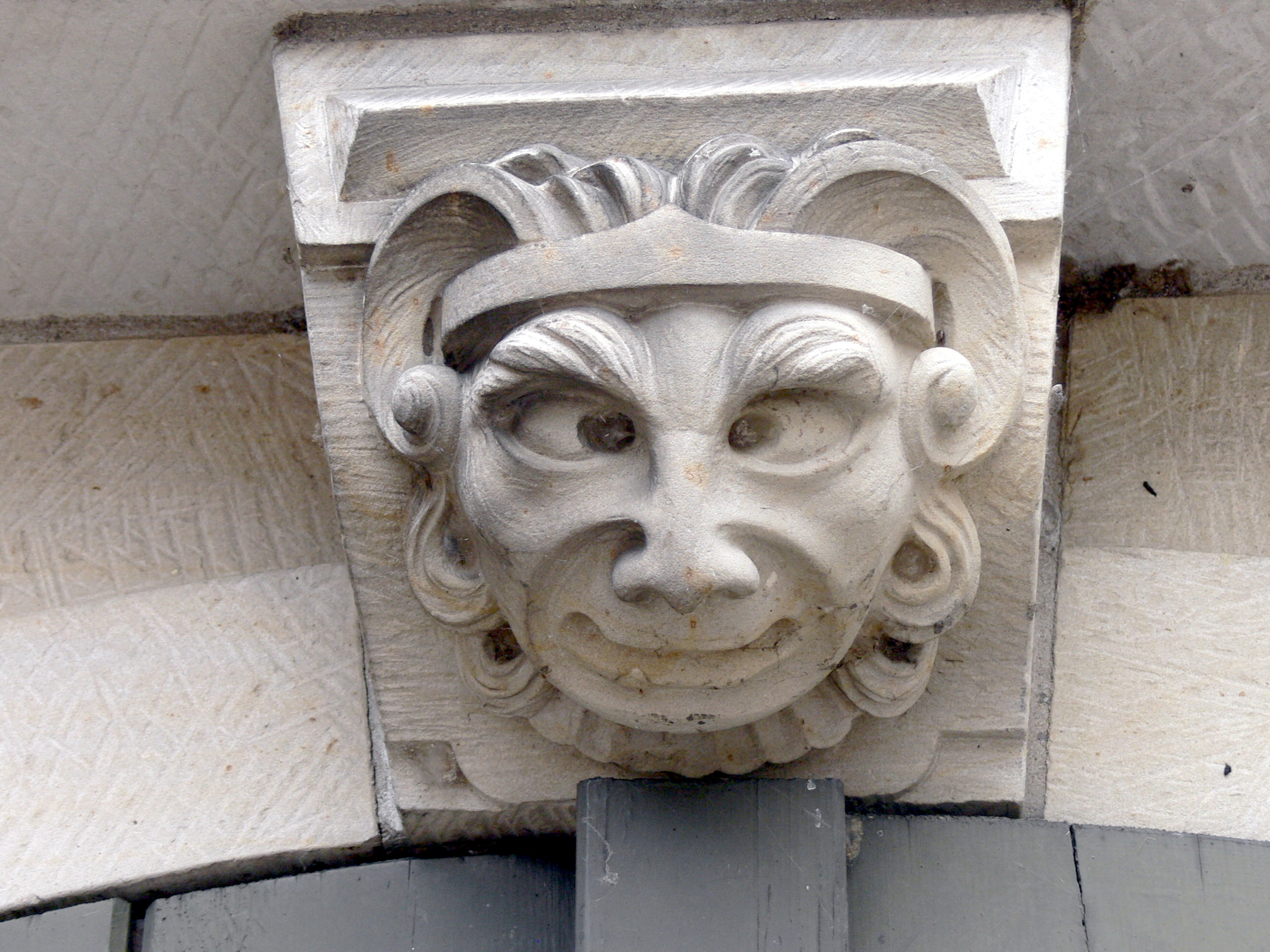
Castell de Kronborg, Dinamarca.
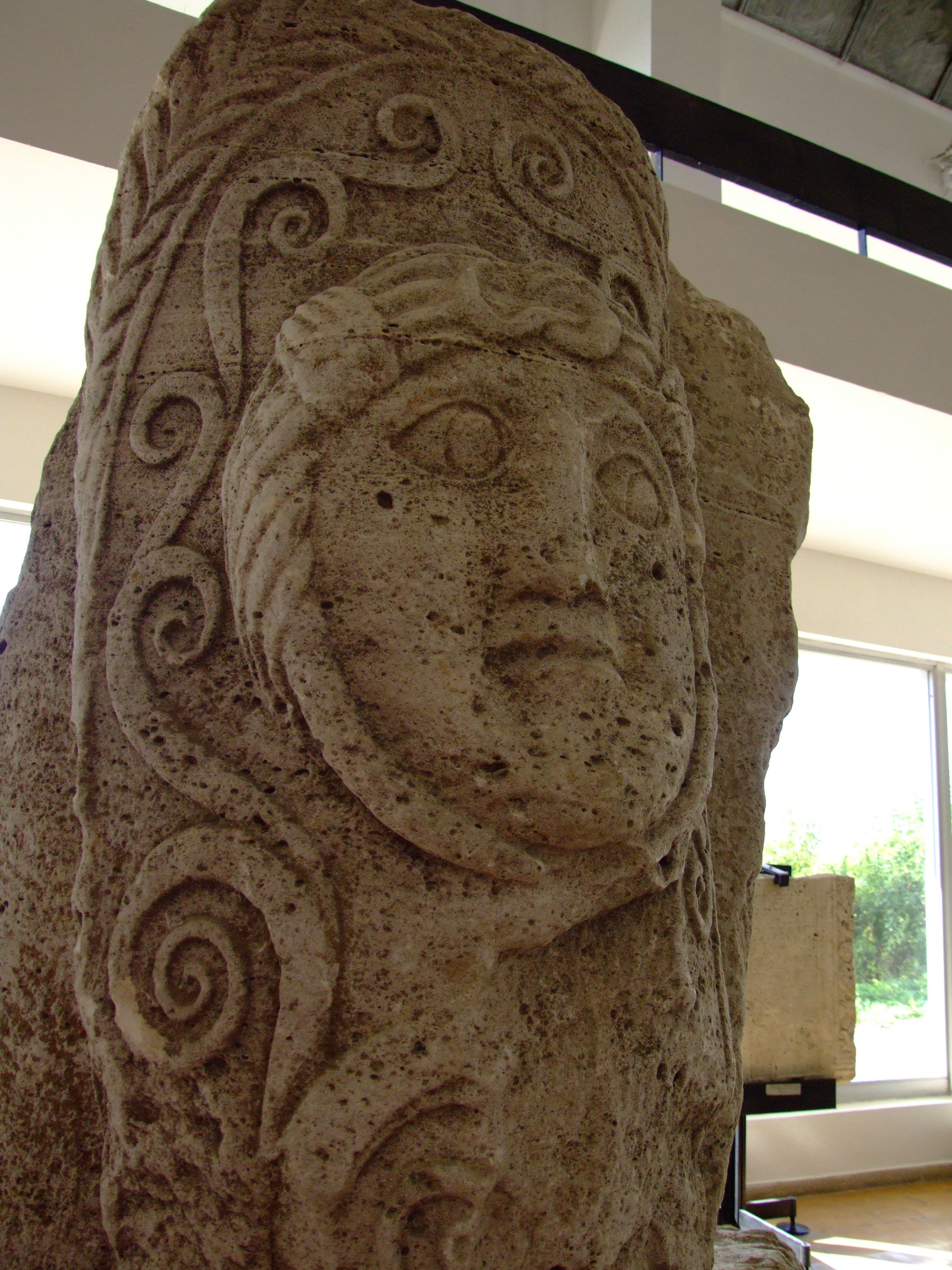
Tropaeum Traiani.
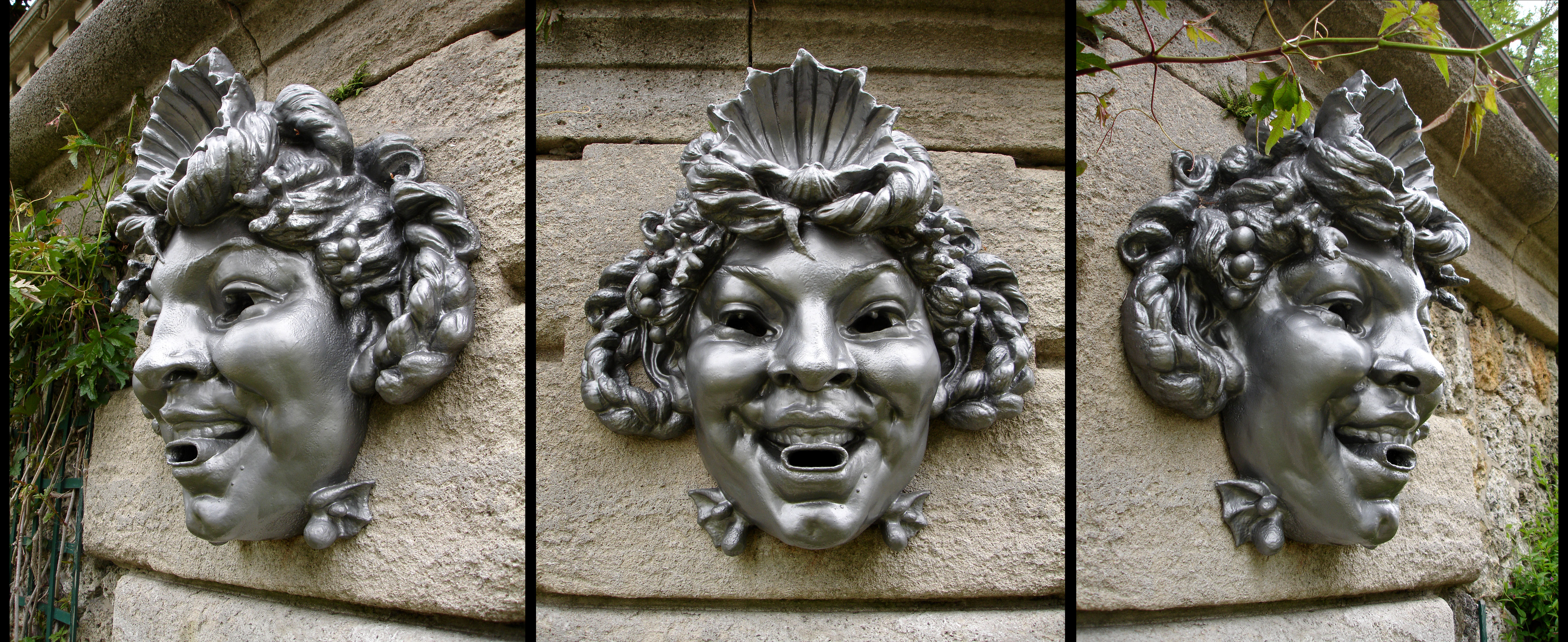
Mascaró d'Auguste Rodin, jardin des serres d'Auteuil, París.
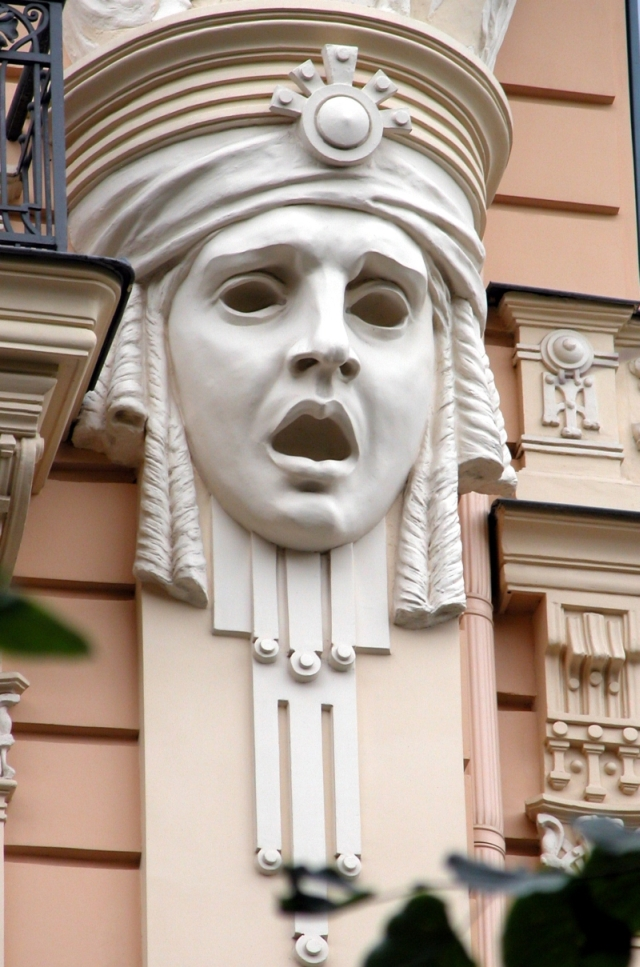
Mascaró art nouveau, Riga.
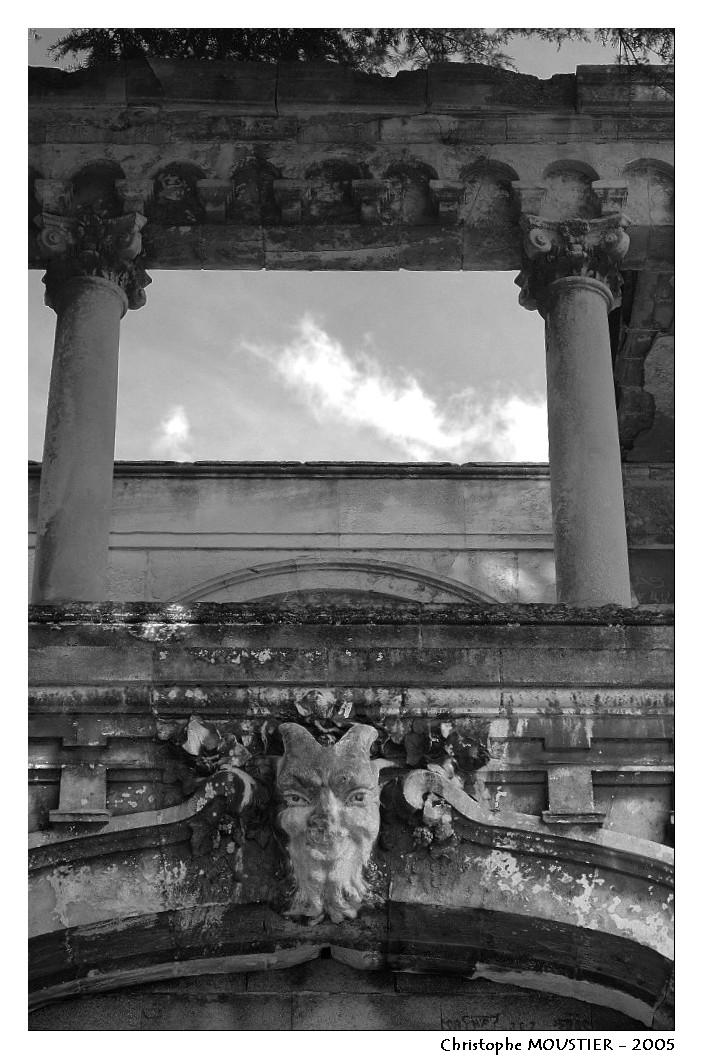
Mascaró del castell de la Buzine.
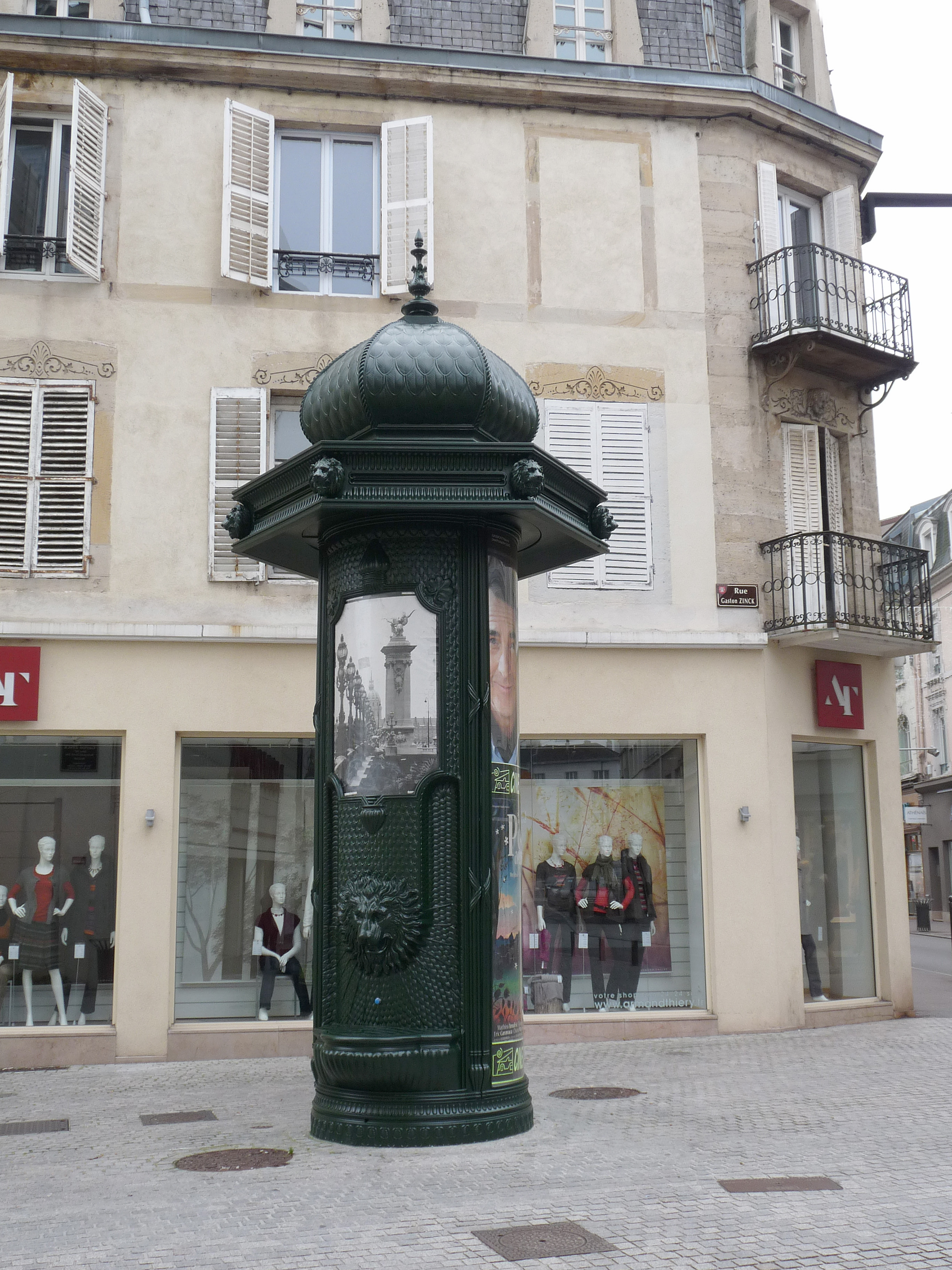
Una columna Morris a Épinal, carrer Gaston-Zinck. Petits mascarons en forma de cap de lleó decoren la part superior, com a la majoria dels edificis. Aquest model és a més equipat amb una font que reprèn, en versió més grossa, el mateix motiu.